# HD 63323
HD 63323 è una stella gigante arancione di magnitudine 6,43 situata nella costellazione della Poppa. Dista 2398 anni luce dal sistema solare.

## Osservazione
Si tratta di una stella situata nell'emisfero celeste australe; grazie alla sua posizione non fortemente australe, può essere osservata dalla gran parte delle regioni della Terra, sebbene gli osservatori dell'emisfero sud siano più avvantaggiati. Nei pressi dell'Antartide appare circumpolare, mentre resta sempre invisibile solo in prossimità del circolo polare artico. Essendo di magnitudine pari a 6,4, non è osservabile ad occhio nudo; per poterla scorgere è sufficiente comunque anche un binocolo di piccole dimensioni, a patto di avere a disposizione un cielo buio.
Il periodo migliore per la sua osservazione nel cielo serale ricade nei mesi compresi fra dicembre e maggio; da entrambi gli emisferi il periodo di visibilità rimane indicativamente lo stesso, grazie alla posizione della stella non lontana dall'equatore celeste.

## Sistema stellare
HD 63323 è un sistema multiplo formato da 3 componenti. La componente principale A è una stella di magnitudine 6,43. La componente B è una ipergigante arancione di magnitudine 6,7, separata da 130,5 secondi d'arco da A e con angolo di posizione di 311 gradi. La componente P è di magnitudine 14,3, separata da 10,5 secondi d'arco da A e con angolo di posizione di 054 gradi.